# Uczelniany Koszykarz Roku NABC
Uczelniany Koszykarz Roku NABC (oficjalna nazwa: NABC Player of the Year) – nagroda przyznawana corocznie najlepszemu koszykarzowi akademickiemu w Stanach Zjednoczonych przez Krajowe Stowarzyszenie Trenerów Koszykarskich (NABC). Koszykarze NCAA Division I otrzymują ją od sezonu 1974/75, dywizji II i III od 1982/83. Najlepsi gracze National Association of Intercollegiate Athletics (NAIA) oraz junior college otrzymują ją od 2008.
Uczelnia Duke posiada najwięcej laureatów nagrody wśród swoich reprezentantów (5), jako uczelnia z dywizji I NCAA. Tuż za nią plasuje się Karolina Północna z czterema zwycięzcami. Trzykrotnie w historii nagrodę otrzymało po dwóch zawodników w jednym sezonie (2002, 2004, 2006). Jedynie Jay Williams i Ralph Sampson sięgali po nią dwukrotnie.
W dywizji II drużyna z Wirginii posiada największą liczbę nagrodzonych zawodników (4). Na drugim miejsce z trzema laureatami znajduje się zespół Kentucky Wesleyan. W 2006 roku jedyny raz zawodnicy współdzielili nagrodę. Trzech graczy w historii zdobyło trofeum więcej niż jeden raz w karierze (Stan Gouard, Earl Jones, John Smith).
Potsdam State, uczelnia z dywizji III posiada w swoich szeregach największą liczbę, trzech laureatów nagrody. Sześć innych uczelni posiada po dwóch zwycięzców. Dwukrotnie w historii zawodnicy współdzielili trofeum (2007, 2010). Trzech graczy sięgnęło po nią więcej niż jeden raz (2 – Leroy Witherspoon, Andrew Olson, Aaron Walton-Moss).
W NAIA nagradzani są czołowi zawodnicy dywizji I NAIA oraz II. Od 2008 roku żaden z zawodników nie zdobył nagrody więcej niż jeden raz.
W junior college zwycięzcami zostawali zawodnicy drugoroczni, którzy kontynuowali później występy w dywizji I NCAA.

## Laureaci
| †            | Zawodnicy współdzielący nagrodę                                  |
| Zawodnik (X) | Oznacza liczbę nagród uzyskanych przez tego samego zawodnika     |
| Uczelnia (X) | Oznacza liczbę nagród uzyskanych przez zawodników jednej uczelni |
| Freshman     | Zawodnik pierwszego roku                                         |
| Sophomore    | Zawodnik drugiego roku                                           |
| Junior       | Zawodnik trzeciego roku                                          |
| Senior       | Zawodnik ostatniego roku                                         |

### Dywizja I NCAA

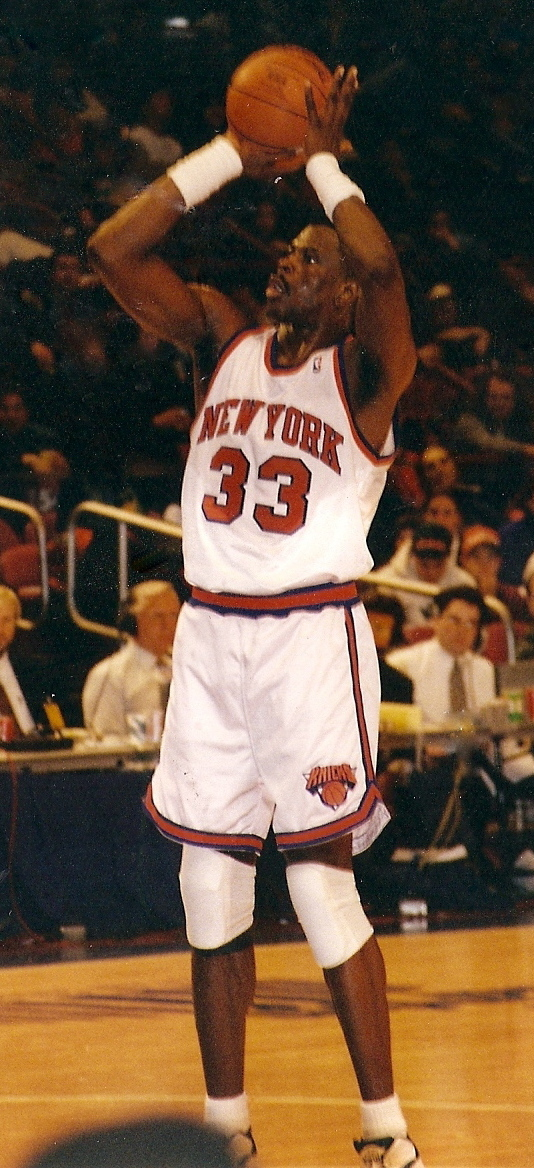
Patrick Ewing jest jedynym laureatem z Georgetown.

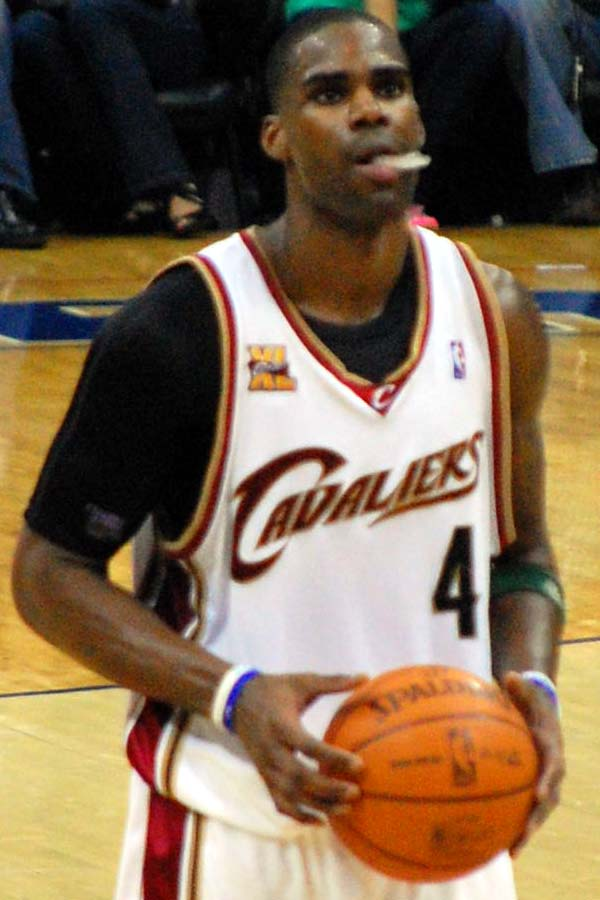
Antawn Jamison zdobył nagrodę w sezonie 1997–98.

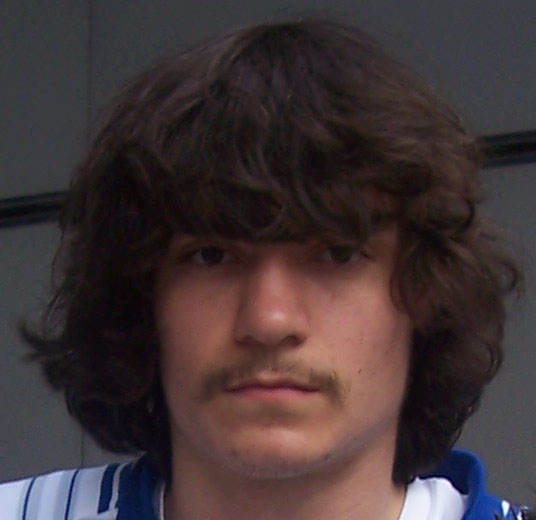
Adam Morrison współdzielił nagrodę jako junior w 2006 roku.

| Sezon    | Zawodnik           | Uczelnia              | Stan              | Pozycja                              | Status    |
| -------- | ------------------ | --------------------- | ----------------- | ------------------------------------ | --------- |
| 1974–75  | David Thompson     | NC State              | Karolina Północna | Rzucający obrońca / Niski skrzydłowy | Senior    |
| 1975–76  | Scott May          | Indiana               | Indiana           | Skrzydłowy                           | Senior    |
| 1976–77  | Marques Johnson    | UCLA                  | Kalifornia        | Obrońca / Skrzydłowy                 | Senior    |
| 1977–78  | Phil Ford          | Karolina Północna     | Karolina Północna | Rozgrywający                         | Senior    |
| 1978–79  | Larry Bird         | Indiana State         | Indiana           | Niski skrzydłowy                     | Senior    |
| 1979–80  | Michael Brooks     | La Salle              | Pensylwania       | Skrzydłowy                           | Senior    |
| 1980–81  | Danny Ainge        | Brigham Young         | Utah              | Rzucający obrońca                    | Senior    |
| 1981–82  | Ralph Sampson      | Virginia              | Wirginia          | Środkowy                             | Junior    |
| 1982–83  | Ralph Sampson (2)  | Virginia (2)          | Wirginia          | Środkowy                             | Senior    |
| 1983–84  | Michael Jordan     | Karolina Północna (2) | Karolina Północna | Rzucający obrońca                    | Junior    |
| 1984–85  | Patrick Ewing      | Georgetown            | Waszyngton        | Środkowy                             | Senior    |
| 1985–86  | Walter Berry       | St. John’s            | Nowy Jork         | Silny skrzydłowy                     | Senior    |
| 1986–87  | David Robinson     | Navy                  | Maryland          | Środkowy                             | Senior    |
| 1987–88  | Danny Manning      | Kansas                | Kansas            | Silny skrzydłowy                     | Senior    |
| 1988–89  | Sean Elliott       | Arizona               | Arizona           | Niski skrzydłowy                     | Senior    |
| 1989–90  | Lionel Simmons     | La Salle (2)          | Pensylwania       | Niski skrzydłowy                     | Senior    |
| 1990–91  | Larry Johnson      | UNLV                  | Nevada            | Silny skrzydłowy                     | Senior    |
| 1991–92  | Christian Laettner | Duke                  | Karolina Północna | Skrzydłowy                           | Senior    |
| 1992–93  | Calbert Cheaney    | Indiana (2)           | Indiana           | Niski skrzydłowy                     | Senior    |
| 1993–94  | Glenn Robinson     | Purdue                | Indiana           | Niski skrzydłowy / Silny skrzydłowy  | Sophomore |
| 1994–95  | Shawn Respert      | Michigan State        | Michigan          | Rzucający obrońca                    | Senior    |
| 1995–96  | Marcus Camby       | Massachusetts         | Massachusetts     | Środkowy                             | Junior    |
| 1996–97  | Tim Duncan         | Wake Forest           | Karolina Północna | Środkowy                             | Senior    |
| 1997–98  | Antawn Jamison     | Karolina Północna (3) | Karolina Północna | Niski skrzydłowy                     | Junior    |
| 1998–99  | Elton Brand        | Duke (2)              | Karolina Północna | Środkowy                             | Sophomore |
| 1999–00  | Kenyon Martin      | Cincinnati            | Ohio              | Silny skrzydłowy                     | Senior    |
| 2000–01  | Jay Williams       | Duke (3)              | Karolina Północna | Rozgrywający                         | Sophomore |
| 2001–02† | Drew Gooden        | Kansas (2)            | Kansas            | Środkowy                             | Junior    |
| 2001–02† | Jay Williams (2)   | Duke (4)              | Karolina Północna | Rozgrywający                         | Junior    |
| 2002–03  | Nick Collison      | Kansas (3)            | Kansas            | Silny skrzydłowy                     | Senior    |
| 2003–04† | Jameer Nelson      | Saint Joseph's        | Pensylwania       | Rozgrywający                         | Senior    |
| 2003–04† | Emeka Okafor       | Connecticut           | Connecticut       | Środkowy                             | Junior    |
| 2004–05  | Andrew Bogut       | Utah                  | Utah              | Środkowy                             | Sophomore |
| 2005–06† | Adam Morrison      | Gonzaga               | Waszyngton        | Rzucający obrońca                    | Junior    |
| 2005–06† | J.J. Redick        | Duke (5)              | Karolina Północna | Rzucający obrońca                    | Senior    |
| 2006–07  | Kevin Durant       | Teksas                | Teksas            | Niski skrzydłowy                     | Freshman  |
| 2007–08  | Tyler Hansbrough   | Karolina Północna (4) | Karolina Północna | Silny skrzydłowy                     | Junior    |
| 2008–09  | Blake Griffin      | Oklahoma              | Oklahoma          | Silny skrzydłowy                     | Sophomore |
| 2009–10  | Evan Turner        | Ohio State            | Ohio              | Niski skrzydłowy                     | Junior    |
| 2010–11  | Jimmer Fredette    | Brigham Young (2)     | Utah              | Rozgrywający                         | Senior    |
| 2011–12  | Draymond Green     | Michigan State (2)    | Michigan          | Silny skrzydłowy                     | Senior    |
| 2012–13  | Trey Burke         | Michigan              | Michigan          | Rozgrywający                         | Sophomore |
| 2013–14  | Doug McDermott     | Creighton             | Nebraska          | Niski skrzydłowy                     | Senior    |
| 2014–15  | Frank Kaminsky     | Wisconsin             | Wisconsin         | Silny skrzydłowy / Środkowy          | Senior    |
| 2015–16  | Denzel Valentine   | Michigan State (3)    | Michigan          | Rzucający obrońca                    | Senior    |
| 2016–17  | Frank Mason III    | Kansas (4)            | Kansas            | Rozgrywający                         | Senior    |

### Dywizja II

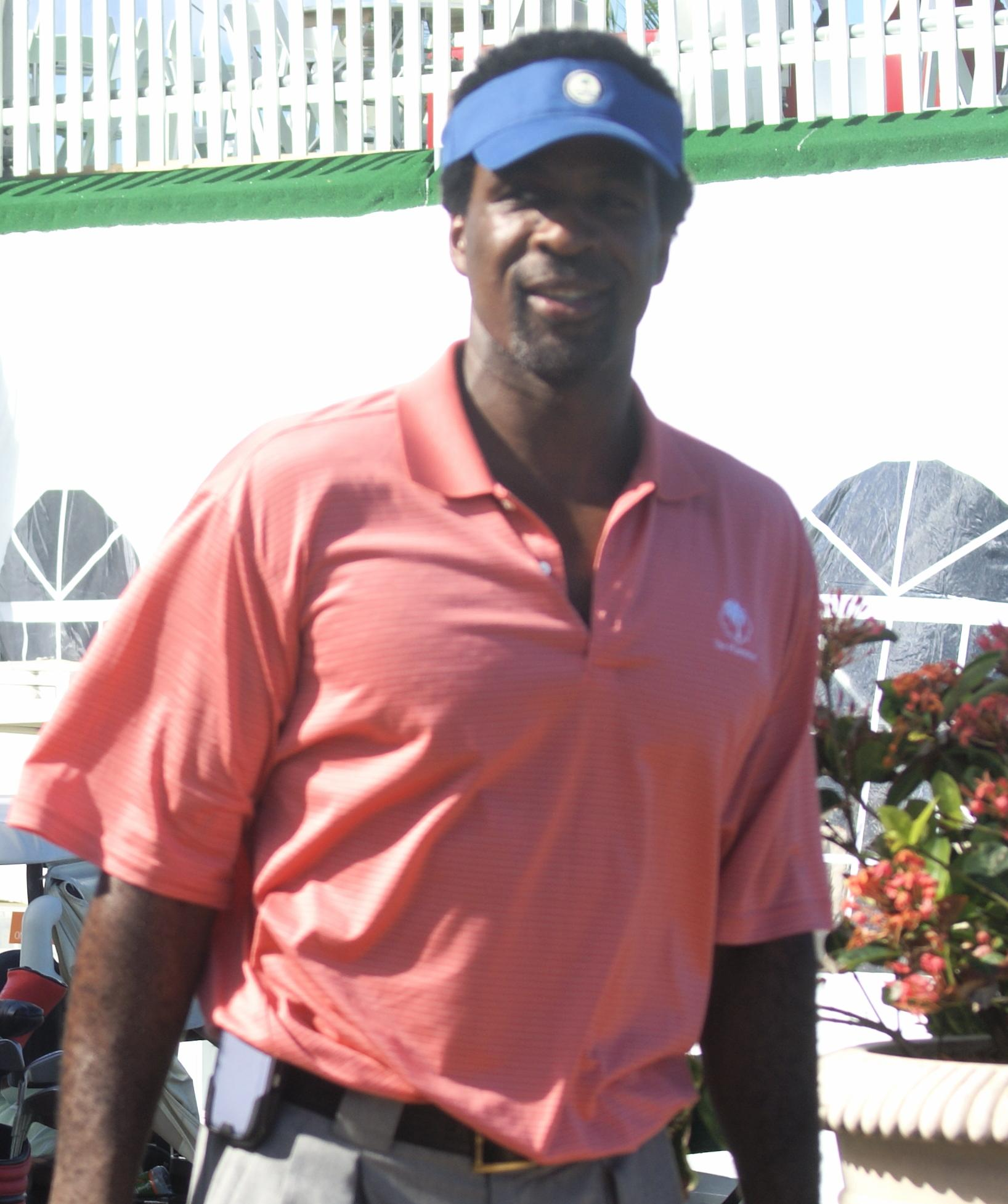
Charles Oakley został laureatem w sezonie 1984–85, później wystąpił w NBA All-Star Game, jako zawodnik New York Knicks.

| Sezon    | Zawodnik          | Uczelnia                 | Stan               | Pozycja                              | Status |
| -------- | ----------------- | ------------------------ | ------------------ | ------------------------------------ | ------ |
| 1982–83  | Earl Jones        | District of Columbia     | Waszyngton         | Środkowy                             | Junior |
| 1983–84  | Earl Jones (2)    | District of Columbia (2) | Waszyngton         | Środkowy                             | Senior |
| 1984–85  | Charles Oakley    | Virginia Union           | Wirginia           | Silny skrzydłowy                     | Senior |
| 1985–86  | Todd Linder       | Tampa                    | Floryda            | Niski skrzydłowy                     | Junior |
| 1986–87  | Ralph Talley      | Norfolk State            | Wirginia           | Rozgrywający                         | Senior |
| 1987–88  | Jerry Johnson     | Florida Southern         | Floryda            | Rozgrywający                         | Senior |
| 1988–89  | Kris Kearney      | Florida Southern (2)     | Floryda            | Skrzydłowy                           | Senior |
| 1989–90  | A.J. English      | Virginia Union (2)       | Wirginia           | Rzucający obrońca                    | Senior |
| 1990–91  | Corey Crowder     | Kentucky Wesleyan        | Kentucky           | Niski skrzydłowy / Rzucający obrońca | Senior |
| 1991–92  | Eric Manuel       | Oklahoma City            | Oklahoma           | Niski skrzydłowy                     | Senior |
| 1992–93  | Alex Wright       | Central Oklahoma         | Oklahoma           | Rzucający obrońca                    | Senior |
| 1993–94  | Derrick Johnson   | Virginia Union (3)       | Wirginia           | Środkowy / Silny skrzydłowy          | Senior |
| 1994–95  | Stan Gouard       | Southern Indiana         | Indiana            | Obrońca                              | Junior |
| 1995–96  | Stan Gouard (2)   | Southern Indiana (2)     | Indiana            | Obrońca                              | Senior |
| 1996–97  | Kebu Stewart      | Cal State Bakersfield    | Kalifornia         | Silny skrzydłowy                     | Senior |
| 1997–98  | Joe Newton        | Central Oklahoma (2)     | Oklahoma           | Rozgrywający / Rzucający obrońca     | Senior |
| 1998–99  | Antonio García    | Kentucky Wesleyan (2)    | Kentucky           | Skrzydłowy                           | Senior |
| 1999–00  | Ajumu Gaines      | Charleston               | Zachodnia Wirginia | Rozgrywający                         | Senior |
| 2000–01  | Colin Ducharme    | Longwood                 | Wirginia           | Silny skrzydłowy                     | Senior |
| 2001–02  | Ronald Murray     | Shaw                     | Karolina Północna  | Rzucający obrońca / Rozgrywający     | Senior |
| 2002–03  | Marlon Parmer     | Kentucky Wesleyan (3)    | Kentucky           | Rozgrywający                         | Senior |
| 2003–04  | Elad Inbar        | UMass Lowell             | Massachusetts      | Skrzydłowy                           | Senior |
| 2004–05  | Mark Worthington  | Metro State              | Kolorado           | Skrzydłowy                           | Senior |
| 2005–06† | Darius Hargrove   | Virginia Union (4)       | Wirginia           | Rzucający obrońca / Niski skrzydłowy | Senior |
| 2005–06† | Turner Trofholz   | South Dakota             | Dakota Południowa  | Silny skrzydłowy                     | Senior |
| 2006–07  | John Smith        | Winona State             | Minnesota          | Środkowy                             | Junior |
| 2007–08  | John Smith (2)    | Winona State (2)         | Minnesota          | Środkowy                             | Senior |
| 2008–09  | Josh Bostic       | Findlay                  | Ohio               | Niski skrzydłowy                     | Senior |
| 2009–10  | Jason Westrol     | Bentley                  | Massachusetts      | Rozgrywający                         | Senior |
| 2010–11  | Darryl Webb       | Indiana                  | Pensylwania        | Skrzydłowy                           | Senior |
| 2011–12  | Braydon Hobbs     | Bellarmine               | Kentucky           | Rozgrywający                         | Senior |
| 2012–13  | Clayton Vette     | Winona State (3)         | Minnesota          | Silny skrzydłowy                     | Senior |
| 2013–14  | Brandon Jefferson | Metro State (2)          | Kolorado           | Rozgrywający                         | Senior |
| 2014–15  | Mitch McCarron    | Metro State (3)          | Kolorado           | Rozgrywający                         | Senior |
| 2015–16  | Dan Jansen        | Augustana                | Dakota Południowa  | Silny skrzydłowy                     | Senior |

### Dywizja III

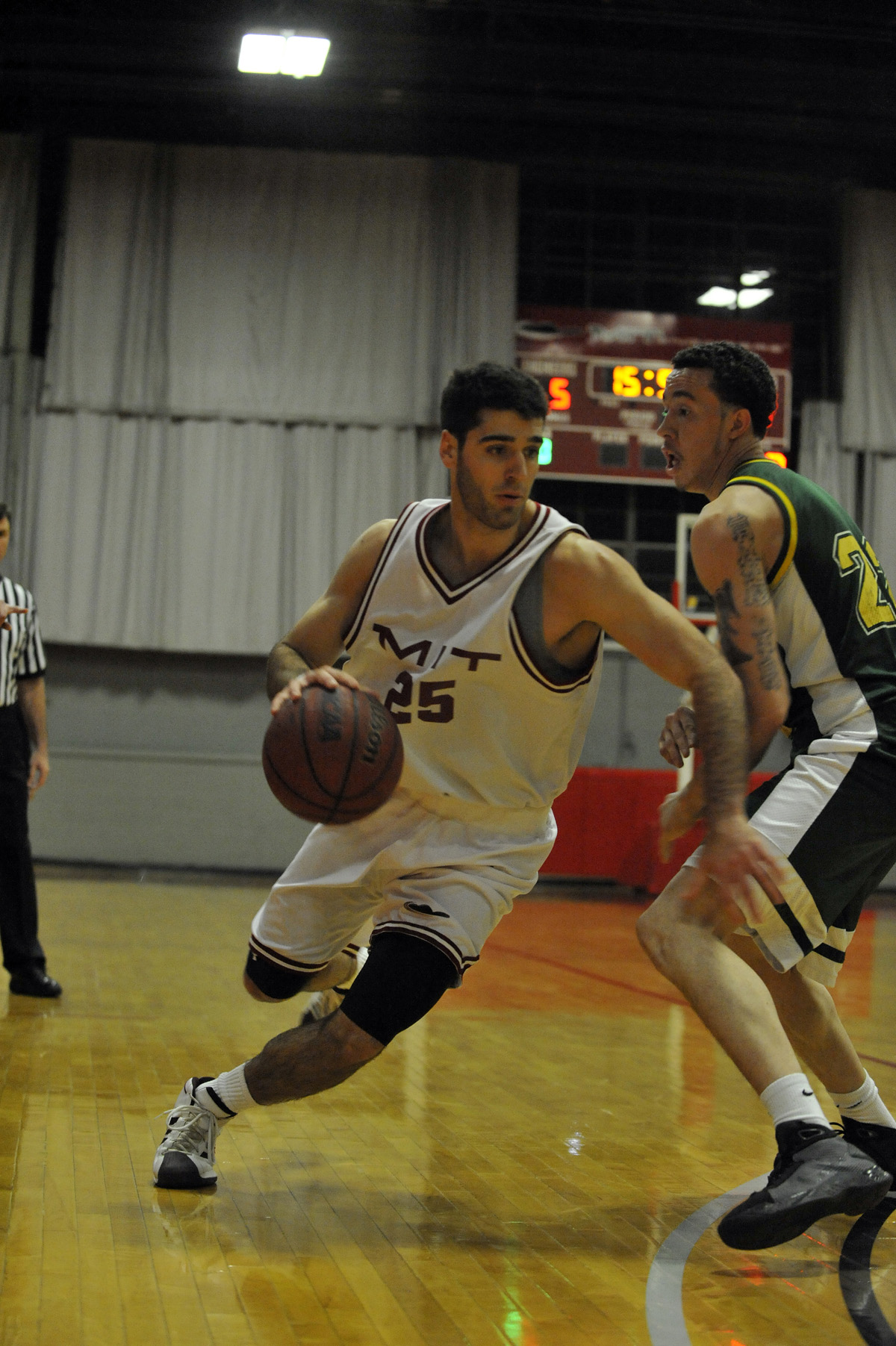
Jimmy Bartolotta został pierwszym laureatem z MIT, miało to miejsce w sezonie 2008–09.

| Sezon    | Zawodnik              | Uczelnia                | Stan              | Pozycja                              | Status |
| -------- | --------------------- | ----------------------- | ----------------- | ------------------------------------ | ------ |
| 1982–83  | Leroy Witherspoon     | Potsdam State           | Nowy Jork         | Rozgrywający                         | Junior |
| 1983–84  | Leroy Witherspoon (2) | Potsdam State (2)       | Nowy Jork         | Rozgrywający                         | Senior |
| 1984–85  | Tim Casey             | Wittenberg              | Ohio              |                                      | Senior |
| 1985–86  | Dick Hempy            | Otterbein               | Ohio              | Obrońca                              | Junior |
| 1986–87  | Brendan Mitchell      | Potsdam State (3)       | Nowy Jork         | Niski skrzydłowy                     | Senior |
| 1987–88  | Scott Tedder          | Ohio Wesleyan           | Ohio              | Niski skrzydłowy / Rzucający obrońca | Senior |
| 1988–89  | Greg Grant            | Trenton State           | New Jersey        | Rozgrywający                         | Senior |
| 1989–90  | Matt Hancock          | Colby                   | Maine             | Rzucający obrońca                    | Senior |
| 1990–91  | Brad Baldridge        | Wittenberg (2)          | Ohio              | Środkowy                             | Senior |
| 1991–92  | Andre Foreman         | Salisbury State         | Maryland          | Silny skrzydłowy                     | Senior |
| 1992–93  | Steve Hondred         | Calvin                  | Michigan          |                                      |        |
| 1993–94  | Scott Fitch           | SUNY Geneseo            | Nowy Jork         | Obrońca                              | Senior |
| 1994–95  | D'Artis Jones         | Ohio Northern           | Ohio              | Rzucający obrońca                    | Senior |
| 1995–96  | David Benter          | Hanover                 | Indiana           |                                      | Senior |
| 1996–97  | Bryan Crabtree        | Illinois Wesleyan       | Illinois          | Niski skrzydłowy                     | Senior |
| 1997–98  | Mike Nogelo           | Williams                | Massachusetts     | Skrzydłowy                           | Senior |
| 1998–99  | Merrill Brunson       | Wisconsin–Platteville   | Wisconsin         | Rozgrywający / Rzucający obrońca     | Junior |
| 1999–00  | Aaron Winkle          | Calvin (2)              | Michigan          | Silny skrzydłowy                     | Senior |
| 2000–01  | Horace Jenkins        | William Paterson        | New Jersey        | Rozgrywający                         | Senior |
| 2001–02  | Jeff Gibbs            | Otterbein (2)           | Ohio              | Skrzydłowy                           | Senior |
| 2002–03  | Bryan Nelson          | Wooster                 | Ohio              |                                      |        |
| 2003–04  | Richard Melzer        | Wisconsin–River Falls   | Wisconsin         | Skrzydłowy                           | Senior |
| 2004–05  | Jason Kalsow          | Wisconsin–Stevens Point | Wisconsin         | Silny skrzydłowy                     | Junior |
| 2005–06  | Brandon Adair         | Virginia Wesleyan       | Wirginia          | Niski skrzydłowy                     | Junior |
| 2006–07† | Andrew Olson          | Amherst                 | Massachusetts     | Rozgrywający                         | Junior |
| 2006–07† | Ben Strong            | Guilford                | Karolina Północna | Środkowy                             | Junior |
| 2007–08  | Andrew Olson (2)      | Amherst (2)             | Massachusetts     | Rozgrywający                         | Senior |
| 2008–09  | Jimmy Bartolotta      | MIT                     | Massachusetts     | Rzucający obrońca                    | Senior |
| 2009–10  | Tyler Sanborn         | Guilford (2)            | Karolina Północna | Środkowy                             | Senior |
| 2010–11  | Michael Taylor        | Whitworth               | Waszyngton        | Rzucający obrońca                    | Senior |
| 2011–12  | Chris Davis           | Wisconsin–Whitewater    | Wisconsin         | Silny skrzydłowy                     | Senior |
| 2012–13  | Aaron Toomey          | Amherst (3)             | Massachusetts     | Rozgrywający                         | Junior |
| 2013–14  | Aaron Walton-Moss     | Cabrini                 | Pensylwania       | Rozgrywający                         | Junior |
| 2014–15  | Aaron Walton-Moss (2) | Cabrini (2)             | Pensylwania       | Rozgrywający                         | Senior |
| 2015–16  | Joey Flannery         | Babson                  | Massachusetts     | Rozgrywający                         | Junior |

### NAIA
| Sezon    | Zawodnik            | Uczelnia             | Stan       | Pozycja              | Status |
| -------- | ------------------- | -------------------- | ---------- | -------------------- | ------ |
| 2008–09  | Geoff Payne         | Westminster          | Utah       | Skrzydłowy           | Senior |
| 2009–10  | Nate Brumfield      | Oklahoma Baptist     | Oklahoma   | Skrzydłowy           | Senior |
| 2010–11  | Justin Johnson      | Concordia            | Kalifornia | Obrońca              | Senior |
| 2011–12  | Emmanuel Wilson     | Oklahoma Baptist (2) | Oklahoma   | Obrońca              | Senior |
| 2012–13† | Vic Moses           | Georgetown           | Kentucky   | Skrzydłowy           | Senior |
| 2012–13† | Dominique Rambo     | SAGU                 | Teksas     | Obrońca              | Junior |
| 2013–14  | Dominique Rambo (2) | SAGU (2)             | Teksas     | Obrońca              | Senior |
| 2014–15  | Kenny Manigault     | Pikeville            | Kentucky   | Obrońca / Skrzydłowy | Senior |
| 2015–16  | Deondre McWhorter   | Georgetown (2)       | Kentucky   | Silny skrzydłowy     | Senior |

| Sezon   | Zawodnik            | Uczelnia              | Stan     | Pozycja    | Status |
| ------- | ------------------- | --------------------- | -------- | ---------- | ------ |
| 2008–09 | William Walker      | Bethel                | Indiana  | Skrzydłowy | Senior |
| 2009–10 | Steve Briggs        | Oklahoma Wesleyan     | Oklahoma | Obrońca    | Senior |
| 2010–11 | Sadiel Rojas        | Oklahoma Wesleyan (2) | Oklahoma | Skrzydłowy | Senior |
| 2011–12 | Jonathan Dunn       | Northwood             | Floryda  | Obrońca    | Senior |
| 2012–13 | Ra'Shad James       | Northwood (2)         | Floryda  | Obrońca    | Senior |
| 2013–14 | Joe Mitchell        | Friends               | Kansas   | Obrońca    | Senior |
| 2014–15 | Dominez Burnett     | Davenport             | Michigan | Skrzydłowy | Junior |
| 2015–16 | Dominez Burnett (2) | Davenport (2)         | Michigan | Skrzydłowy | Senior |

### Junior College
Nauka, jak i gra w community college trwa dwa lata. W związku z tym zawodnicy mogą legitymować się wyłącznie statusami freshman lub sophomore. Po ukończeniu uczelni mają prawo przenieść się na czteroletni uniwersytet, aby dokończyć przez kolejne dwa lata edukację oraz występować w drużynach NCAA D I, jako juniorzy i seniorzy.
| Sezon   | Zawodnik              | Junior college          | Stan      | Pozycja          | Status    | Uniwersytet      |
| ------- | --------------------- | ----------------------- | --------- | ---------------- | --------- | ---------------- |
| 2007–08 | Jeremie Simmons       | Mott CC                 | Michigan  | Obrońca          | Sophomore | Ohio State       |
| 2008–09 | Nafis Ricks           | Johnson County CC       | Kansas    | Obrońca          | Sophomore | Missouri State   |
| 2009–10 | Jae Crowder           | Howard                  | Teksas    | Skrzydłowy       | Sophomore | Marquette        |
| 2010–11 | Kiel Turpin           | Lincoln                 | Illinois  | Środkowy         | Sophomore | Florida State    |
| 2011–12 | Cleanthony Early      | SUNY Sullivan           | Nowy Jork | Silny skrzydłowy | Sophomore | Wichita State    |
| 2012–13 | Chris Jones           | Northwest Florida State | Floryda   | Obrońca          | Sophomore | Louisville       |
| 2013–14 | Kadeem Allen          | Hutchinson CC           | Kansas    | Obrońca          | Sophomore | Arizona          |
| 2014–15 | Brandon Brown         | Phoenix                 | Arizona   | Obrońca          | Sophomore | Loyola Marymount |
| 2015–16 | Kavell Bigby-Williams | Gillette                | Wyoming   | Skrzydłowy       | Sophomore | Oregon           |